# 1,2,3,6-Tetrahydrophthalsäureanhydrid
1,2,3,6-Tetrahydrophthalsäureanhydrid ist eine organische chemische Verbindung aus der Gruppe der cyclischen Carbonsäureanhydride.

## Gewinnung und Darstellung
cis-1,2,3,6-Tetrahydrophthalsäureanhydrid kann durch Diels-Alder-Reaktion von Maleinsäureanhydrid und 1,3-Butadien hergestellt werden.

## Eigenschaften
1,2,3,6-Tetrahydrophthalsäureanhydrid liegt als brennbares, schwer entzündbares, feuchtigkeitsempfindliches, kristallines Pulver oder Flocken mit schwach charakteristischem Geruch vor, die wenig löslich in Wasser sind. Der Stoff reagiert mit Wasser, Feuchtigkeit und Wasserdampf unter Hitzeentwicklung und Bildung von ätzenden Tetrahydrophthalsäuredämpfen, die als beißende weiße Nebel sichtbar werden. Seine wässrige Lösung reagiert sauer. Die cis-Form kommt in zwei polymorphen Kristallstrukturen vor. Eine ist eine monokline Kristallstruktur mit der Raumgruppe P21/a (Raumgruppen-Nr. 14, Stellung 3). Mit Rhodium-Katalysatoren isomerisiert 1,2,3,6-Tetrahydrophthalsäureanhydrid zu Verbindungen mit Doppelbindungen in 1-, 2- oder 3-Position und bildet mit Glycerin, Glycolen, Pentaerythrit (eventuell kombiniert mit Fettsäuren) Alkydharze.

## Verwendung
1,2,3,6-Tetrahydrophthalsäureanhydrid dient als Zwischenprodukt bei der Herstellung von Weichmachern, Klebstoffen, Polyester- und Acrylharzen, Insektiziden und Fungiziden. Es wird auch als Härter für Epoxidharze eingesetzt.